# تمارين وليامز للانثناء
تمارين وليامز للانثناء (بالإنجليزية: Williams flexion exercises (WFE))‏ و تسمى أيضاً تمارين وليامز لثني اسفل الظهر وهي مجموعة من التمارين التي تهدف إلى تحسين انثناء أسفل الظهر و تجنب فرد أسفل الظهر، و تقوية عضلات البطن و كذلك عضلات الألوية لتحسين أعراض ألم أسفل الظهر بدون اللجوء للجراحة.
تم أبتكار هذه التمارين لأول مره بواسطة جراح العظام في دالاس الدكتور بول سي ويليامز سنة 193، وقد أعتبرت تمارين وليامز للانثناء من الأركان الأساسية لعلاج ألم أسفل الظهر غير الجراحي لسنوات عديدة بغض النظر عن الشكوى المريضة أو التشخيص يتم أستخدامها عندما يكون سبب الألم غير معروف أو غير مفهوم من قبل الأطباء و المدربين الرياضيين و أخصائيي العلاج الطبيعي كما يقوم أخصائيي العلاج الطبيعي و المدربون الرياضيين بوصف هذه التمارين مع إضافة بعض التعديلات عليها.

## التاريخ
نشر الدكتور ويليامز برنامج التمارين الخاص به لأول مره سنه 1937 للمرضى الذين يعانون من ألم أسفل الظهر المزمن كرد على ملاحظته السريرية التي تنص على أن أغلب المرضى الذين يعانون من ألم أسفل الظهر لديهم أيضاً داء القرص التنكسي. في البداية تم تطوير هذه التمارين للرجال دون سن الخمسين سنة و للنساء دون سن الأربعين الذين تم تشخيصهم بظهر منحني شديد. كما أظهرت نتائج الأشعة السينية أنخفاض مساحة القرص في الجزء القطني من العمود الفقري من الفقرة القطنية الأولى للفقرة العجزية الأولى ولمن كانوا يعانون من ألم أسفل الظهر المزمن ولكن بدرجة طفيفة.

## أنظر أيضاً
* طريقة مكنزي